# Carlo Molfetta
Carlo Molfetta (* 15. Februar 1984 in Mesagne) ist ein italienischer Taekwondoin.

## Werdegang
Molfetta feierte seinen ersten Erfolg mit dem Juniorenweltmeistertitel im Jahr 2000. Im Jahr darauf zog er überraschend auch im Erwachsenenbereich bei der Weltmeisterschaft in Jeju-si ins Finale ein und gewann in der Gewichtsklasse bis 67 Kilogramm die Silbermedaille. In den folgenden Jahren blieb Molfetta vor allem bei Europameisterschaften erfolgreich. In der Klasse bis 72 Kilogramm gewann er 2004 in Lillehammer Silber und 2005 in Riga Bronze. Molfetta startete auch bei den Olympischen Spielen 2004 in Athen. Dort belegte er nach einer Auftaktniederlage und einem Sieg in der Hoffnungsrunde Rang sieben.
Seit 2009 startet Molfetta in der Gewichtsklasse bis 87 Kilogramm. Bei der Weltmeisterschaft in Kopenhagen zog er ins Finale ein und errang mit Silber seine zweite WM-Medaille. Seinen ersten internationalen Titel ließ er schließlich bei der Europameisterschaft 2010 in Sankt Petersburg folgen, wo er mit einem überlegenen Finalsieg Europameister wurde. Weitere Bronzemedaillen sammelte Molfetta bei der Weltmeisterschaft 2011 in Gyeongju und der Europameisterschaft 2012 in Manchester.
Molfetta erreichte im Januar 2012 beim europäischen Olympiaqualifikationsturnier in Kasan in der Gewichtsklasse über 80 Kilogramm das Finale und qualifizierte sich für die Olympischen Spiele 2012 in London. Dort stieß er bis ins Finale vor und gewann gegen Anthony Obame den Kampf um die Goldmedaille, mit 9:9 Punkten nach Verlängerung sowie nach Jury-Entscheidung.